# بيرسيل
بيرسيل هي كومونا ( بلدية ) في مدينة روما الحضرية في منطقة لاتيوم الإيطالية، وتقع على بعد حوالي 40 كيلومترا (25 ميلا ) شمال شرق روما.

## روابط خارجية
- الموقع الرسمي